# Potamogeton subobtusus
Potamogeton subobtusus är en nateväxtart som beskrevs av Hagstr. Potamogeton subobtusus ingår i släktet natar, och familjen nateväxter. Inga underarter finns listade.